# ジョン・フレデリック・ダニエル

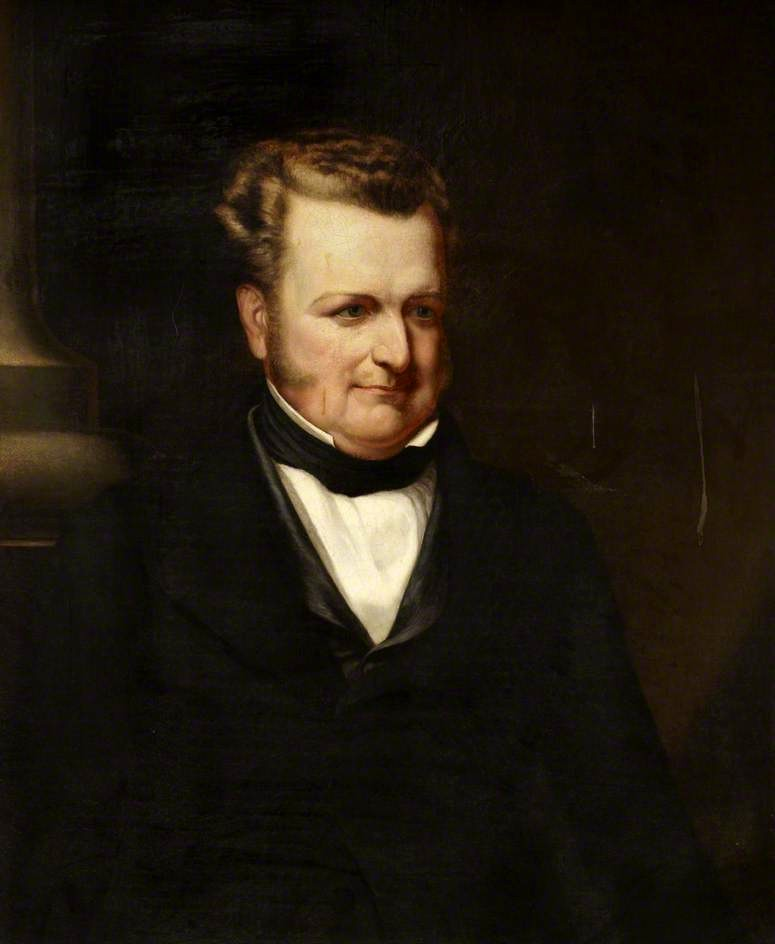
1840年ごろの肖像画、キングス・カレッジ・ロンドン所蔵。

ジョン・フレデリック・ダニエル（John Frederic Daniell、1790年3月12日 – 1845年3月13日）は、イギリスの化学者、物理学者。ダニエル電池に名前を残している。

## 生涯

### 生い立ち
1790年3月12日、シティ・オブ・ウェストミンスターのエセックス・ストリートで生まれた。父ジョージ（1760年ごろ – 1833年）はインナー・テンプルの評議員を務めた法廷弁護士であり、母ルイーザ（1833年没、旧姓ハーン）はドイツ出身でイングランドに移住した人物だった。青年期より科学に興味を持ち、1808年から1821年まで母方の親族が所有する砂糖精製所で働き、設備の改良を実施したが、ダニエルは実業を嫌った。
正規の学校教育を受けなかったが、1812年に化学者ウィリアム・トマス・ブランドのレクシャーを受けて科学実験への興味を持ち、ブランドというコネを得たダニエルは1814年5月5日に王立協会フェローに選出された。その後、ダニエルは1815年にブランドとともに地質学の勉強を目的とする旅行に出て、ウェールズとアイルランド北部を旅し、1816年にアルプス山脈を旅した。

### 気象学
1819年より気象学に関する著作を多数発表した。まず1820年に露点を利用する露点計を発明し、次に1823年に『Meteorological Essays』を発表し、当時ばらばらに知られていた気象学の知識をまとめ、大気現象を物理法則に基づき説明した。この著作は1827年に第2版、1845年には第3版が出版された。
年度気象報告書の出版計画を立て、王立園芸協会がその計画を採用した。1824年に論文『Climate, considered with reference to Horticulture』を王立園芸協会に提出し、温室における湿度管理の重要性を説いて、協会から銀メダルを贈られた。
1830年に水を利用した気圧計を作成して王立協会に提出し、同年の論文で高温計を発表した功績により1832年にランフォード・メダルを受賞した。

### 電気化学
1827年に有用知識普及協会、1841年にロンドン化学協会の設立にかかわった。1831年にキングス・カレッジ・ロンドンが設立されると、同校の化学教授に就任、1845年まで務めた。それまで講義をしたことがなかったが、すぐに上手になったという。
キングス・カレッジ・ロンドンの教授に就任したことで新設された研究室を得て、友人マイケル・ファラデーの影響もあり電気化学の研究に取り組むようになった。そして、1836年にボルタ電池を改良して、電流の強さが一定のダニエル電池を発明、1837年にコプリ・メダルを受賞した。また電池と電気分解の論文を発表した功績により、1842年にロイヤル・メダルを受賞した。1844年には正イオンと負イオンの移動能力が異なることを実験で証明し、その理由について自由イオン説の出発点となるモデルを提唱した。
1839年から1845年まで王立協会の外務担当を務めた。同1839年、海軍本部が設立した、雷撃から船を守る手段を検討する委員会の委員を務めた。
1843年6月28日、オックスフォード大学よりD.C.L.の名誉学位を授与された。

### 死去
1841年に肺の出血を経て健康が悪化した。1845年3月13日、王立協会の理事会室で会議中に急死した。イングランド国教会の信徒であり、3月17日にノーウッドの墓地に埋葬された。

## 家族
1817年9月4日にシャーロット・ルール（Charlotte Rule、1834年8月没）と結婚して、2男5女をもうけた。2人はロンドンのゴア・ストリートに住居を構えたが、妻の健康の悪化により1834年にノーウッドに引っ越した。

## 関連図書
- Wood, James, ed. (1907). "Daniell, John Frederick" . The Nuttall Encyclopædia (英語). London and New York: Frederick Warne.
- Chisholm, Hugh, ed. (1911). "Daniell, John Frederic" . Encyclopædia Britannica (英語). Vol. 7 (11th ed.). Cambridge University Press. p. 809.
- Beach, Chandler B., ed. (1914). "Daniell, John Frederic" . The New Student's Reference Work  (英語). Chicago: F. E. Compton and Co. p. 501.